# Вильгельм Шаумбург-Липпский
Вильгельм Шаумбург-Липпский (нем. Prinz Wilhelm Karl August zu Schaumburg-Lippe; 12 декабря 1834, Бюккебург, Нижняя Саксония — 4 апреля 1906, Ратиборжице) — принц Шаумбург-Липпский.

## Биография
Третий сын и седьмой ребёнок Георга Вильгельма Шаумбург-Липпского и Иды Вальдек-Пирмонтской.
Он учился в Боннском университете с 1854 по 1856 год и вступил в австрийскую армию в 1859 году. В 1857 году отец подарил ему имение Наход, которое он устроил как второстепенное дворянство Вильгельма. Это сделало Вильгельма основателем семейной ветви «Находеров» дома Шаумбург-Липпе. Чтобы иметь возможность посвятить себя управлению своими имениями, он закончил военную карьеру в 1861 году. Еще в 1861 году Наход присвоил ему звание почетного гражданина. 
30 мая 1862 года женился в Дессау на Батильде Ангальт-Дессауской (1837–1902), второй дочери принца Фридриха Августа Ангальт-Дессауского и его жены Марии Гессен-Кассельской. Пара переехала в замок Наход в качестве своей резиденции, а после завершения ремонта переехала в замок Ратиборшиц.
В 1866 году принц Вильгельм принял участие в Австро-прусской войне в составе Императорской королевской армии. Он был назначен майором императором Францем Иосифом I и получил Крест военных заслуг с военными наградами. После мирного договора из Копенгагена принцесса Батильдис вернулась в Ратиборшиц, где они оба принимали императора 2 ноября того же года. В 1867 году Вильгельм стал потомственным членом австрийского поместья. В 1871 году приобрел Меслеча. В 1875 году был награжден орденом Железной Короны первой степени, а в 1876 году произведён в подполковники. В 1879 году стал полковником Виндишгрецкого драгунского полка, в 1885 году — генерал-майором, а в 1890 году — лейтенант-фельдмаршалом. В 1899 году был награжден Большим крестом ордена Леопольда, а в 1901 году принц Вильгельм получил звание генерала от кавалерии.
Не только понимал практические задачи, которые требовало от него управление поместьем Наход, но его интерес также распространялся на науку и искусство, что он продемонстрировал посредством реорганизации архивов замка в Находе и библиотеки в Ратиборшице. И то, и другое он пытался приспособить к практическим нуждам. Организовал хозяйственные дела архива и дополнил библиотеку главным образом произведениями, которые касались экономических интересов правителей и могли быть с пользой изучены чиновниками. Также пополнил библиотеку военными книгами, тогда как эстетическая литература оставалась ограниченной случайными покупками.
Проявлял живой интерес ко всем вопросам общественной жизни, которую он поддерживал советами и действиями, а также личными пожертвованиями. Благодаря своему участию в обсуждениях Австрийского императорского совета и внимательному следованию за обсуждениями в чешском государственном парламенте, он также находился в постоянном контакте с политикой. Благодаря своим связям с императором, правительством и политиками он стремился вмешаться, чтобы помочь, дать совет и поддержать. Как австрийский патриот, верный императору, он осуждал односторонние политические усилия; чешскую национальная односторонность, а также деструктивные тенденции пангерманцев. При этом он пытался отдать должное законным требованиям обеих этнических групп. Он выступал за равные права для обоих языков, но также не допускал неоправданного вытеснения немецкого языка чешским.
Во время своего руководства в Находе Вильгельм работал над увеличением урожайности за счет увеличения поголовья скота, улучшения земли и использования искусственных удобрений. В 1869/70 году организовал в Скалице паровую лесопилку, а в 1873—1885 годах, помимо содержания лесного хозяйства и расширения сети троп, основал в Скалице паровую лесопилку. Помимо животноводства, в 17 прудах велось рыбоводство, а в 1878 году также основал первое предприятие по разведению форели недалеко от Мишколеса. До 1886 года благоустройство лугов было доступно общественности на курсах по строительству лугов, и были подготовлены специальные смотрители лугов. В знак признания его достижений в 1888 году французское правительство наградило его орденом Сельскохозяйственных заслуг, первой наградой за заслуги в сельском хозяйстве. После наводнения в июле 1897 года Вильгельм занялся строительством плотин.
После смерти жены в 1902 году и младшего сына Максимилиана в 1904 году Вильгельм умер в замке Ратиборшиц всего через несколько часов после смерти невестки Луизы 4 апреля 1906 года. У принца Макса, который был капитаном 20-го Королевского Вюртембергского уланского полка «Король Вильгельм I» в Людвигсбурге, развилось сердечное заболевание, вероятно, в результате серьезной болезни, которую он перенес в детстве. Похороны принца Вильгельма с воинскими почестями состоялись 9 апреля на кладбище Белого Креста в Находе рядом с его женой. Помимо королевской четы Вюртемберга и других королевских родственников, присутствовали представители императора Франца Иосифа I и короля Дании.

## Семья и дети
30 мая 1862 года в Дессау Вильгельм Шаумбург-Липпский женился на принцессе Батильде Ангальт-Дессауской, дочери Фридриха Августа Ангальт-Дессауского и Марии Луизы Шарлотты Гессен-Кассельской. В семье родилось девять детей, выжило восемь:
- Шарлотта (1864—1946), замужем за королём Вильгельмом II Вюртембергским
- Франц (1865—1881)
- Фридрих (1868—1945), женат на датской принцессе Луизе, затем на Антуанетте Ангальтской
- Альбрехт (1869—1943), женат на Эльзе Вюртембергской, правнучке императора Николая I
- Максимилиан (1871—1904), женат на Ольге Вюртембергской, правнучке императора Николая I
- Батильда (1873—1962), замужем за Фридрихом Вальдек-Пирмонтским
- Аделаида (1875—1971), замужем за герцогом Эрнстом II Саксен-Альтенбургским
- Александра (1879—1949)

## Титулы
- 12 декабря 1834 — 4 апреля 1906: Его Светлость Принц Вильгельм Шаумбург-Липпский